# Лига справедливости Зака Снайдера (саундтрек)
Лига справедливости Зака Снайдера (Оригинальный саундтрек к фильму) (англ. Zack Snyder’s Justice League (Original Motion Picture Soundtrack)) — музыка к одноимённому фильму, который является режиссёрской версией картины 2017 года. Том Холкенборг, также известный как Junkie XL, выступил композитором; ранее он работал над саундтреком кинотеатральной версии фильма, но был заменён Дэнни Эльфманом после ухода с поста режиссёра Зака Снайдера и его замены на Джосса Уидона. После того, как Снайдер получил возможность завершить и выпустить свою версию фильма, Холкенборг также вернулся для написания нового саундтрека. WaterTower Music выпустили альбом с саундтреком 18 марта 2021 года, а позже был выпущен в виде 7-дискового винила ограниченным тиражом 14 апреля 2021 года.

## Создание
Когда в начале 2020 года Холкенборг был вновь нанят для написания музыки к фильму «Лига справедливости Зака Снайдера», он решил отказаться от своей первоначальной музыки и сделать новую музыку для фильма, которая состоит из пятидесяти четырёх треков и длится три часа 54 минуты. По продолжительности саундтрек побил трёхчасовой рекорд Бен-Гура почти на целый час, став самым длинным саундтреком к фильму в истории кино. Хотя Холкенборг первоначально заявил, что он закончил музыку, оказалось, что это не так, поскольку он закончил только 55 минут из первоначального двухчасового фильма, а остальная часть фильма была покрыта музыкальными темами из других фильмов. Холкенборгу потребовалось 8 месяцев, чтобы закончить саундтрек к полному 4-часовому фильму, который он назвал «уникальным» и «сложным», поскольку он был длиннее, чем большинство фильмов, но должен был поддерживать постоянное развитие сюжета, в отличие от эпизодов телесериала. Холкенберг также отказался от использования предыдущих наработок из уважения к покойной дочери Снайдера, Отэм, смерть которой была одной из основных причин их ухода из оригинального фильма.
В саундтреке представлены репризы темы Супермена Ханса Циммера из фильмов «Человек из стали» и «Бэтмен против Супермена: На заре справедливости», а также темы Чудо-женщины и Лекса Лютора из «Бэтмена против Супермена», во время работы над которым Циммер сотрудничал с Холкенборгом. Он заметно отличается от саундтрека к кинотеатральной версии, который избегал многих существующих тем Расширенной вселенной DC: для темы Супермена была использована музыка Джона Уильямса из серии фильмов 1978—1987 годов, а для темы Бэтмена — музыка Эльфмана из серии фильмов 1989—1997 годов; только тема Чудо-женщины была кратко повторена. Вместо того, чтобы полностью использовать тему Бэтмена из «Бэтмена против Супермена», Холкенборг решил создать новую тему для персонажа в «Лиге справедливости», чтобы отразить его развитие. Тема из «Бэтмена против Супермена» ненадолго появляется в «Лиге справедливости», хотя и не в качестве основной темы Бэтмена. Что касается «Чудо-женщины», Холкенборг повторно использовал её тему из «Бэтмена против Супермена», но добавил элементы этнической музыки и электроники, чтобы обновить её. Он решил «продемонстрировать другую сторону личности Дианы», сделав её тему более агрессивной. Изначальная тема была более «мягкой» для отражения женственности героини.
Первый сингл, «The Crew at Warpower», был выпущен 17 февраля 2021 года. Холкенборг назвал его «национальным гимном» Лиги справедливости Зака Снайдера и подтвердил, что трек звучит во время 10-минутного перерыва в середине фильма. Второй сингл, «Middle Mass», был выпущен 12 марта 2021 года. Холкенборг описал музыку как «полностью электронную [временами], а иногда и полностью оркестровую», включающую элементы рока и трэпа.
В начале фильма звучит традиционная исландская песня «Vísur Vatnsenda-Rósu» Йонга Ауса Галесона, а в последующих сценах используются песни «Distant Sky» и «There Is a Kingdom» от Nick Cave and the Bad Seeds; ни одна из них не включена в саундтрек.
Кавер Эллисон Кроу на песню Леонарда Коэна «Hallelujah» играет в финальных титрах как дань уважения Отэм Снайдер.

## Список треков
Трек-лист адаптирован из Spotify и Tidal.
Вся музыка написана Томом Холкенборгом, кроме отмеченных треков.
| №                   | Название                                                        | Композитор(ы)                                                                       | Длительность |
| ------------------- | --------------------------------------------------------------- | ----------------------------------------------------------------------------------- | ------------ |
| 1.                  | «Song to the Siren» (исполнитель Роуз Беттс)                    | Бакли, Ларри Беккет                                                                 | 3:17         |
| 2.                  | «A Hunter Gathers»                                              |                                                                                     | 7:57         |
| 3.                  | «Migratory»                                                     |                                                                                     | 0:57         |
| 4.                  | «Things Fall Apart»                                             |                                                                                     | 1:04         |
| 5.                  | «Wonder Woman Defending / And What Rough Beast»                 | Ханс Циммер, Марк Эндрю Уэрри, Мелисса Муйк, Роберт Бадами, Стив Маццаро, Junkie XL | 7:20         |
| 6.                  | «World Ending Fire»                                             |                                                                                     | 9:23         |
| 7.                  | «Middle Mass»                                                   |                                                                                     | 1:18         |
| 8.                  | «Long Division»                                                 |                                                                                     | 1:13         |
| 9.                  | «No Paradise, No Fall»                                          |                                                                                     | 4:11         |
| 10.                 | «The Center Will Not Hold, Twenty Centuries of Stony Sleep»     | Циммер, Junkie XL                                                                   | 8:56         |
| 11.                 | «As Above, So Below»                                            |                                                                                     | 2:28         |
| 12.                 | «No Dog, No Master»                                             |                                                                                     | 8:14         |
| 13.                 | «Take This Kingdom by Force»                                    |                                                                                     | 1:44         |
| 14.                 | «A Splinter from the Thorn That Pricked You»                    | Циммер, Junkie XL                                                                   | 1:09         |
| 15.                 | «Cyborg Becoming / Human All Too Human»                         |                                                                                     | 10:35        |
| 16.                 | «The Path Chooses You»                                          |                                                                                     | 2:12         |
| 17.                 | «Aquaman Returning / Carry Your Own Water»                      |                                                                                     | 8:22         |
| 18.                 | «The Provenance of Something Gathered»                          |                                                                                     | 1:14         |
| 19.                 | «We Do This Together»                                           |                                                                                     | 12:57        |
| 20.                 | «The Will to Power»                                             |                                                                                     | 5:20         |
| 21.                 | «Smoke Become Fire»                                             |                                                                                     | 1:39         |
| 22.                 | «I Teach You, the Overman»                                      | Циммер, Junkie XL                                                                   | 4:19         |
| 23.                 | «A Glimmer at the Door of the Living»                           |                                                                                     | 1:01         |
| 24.                 | «How We Achieve Ourselves»                                      |                                                                                     | 1:43         |
| 25.                 | «The Sun Forever Rising»                                        |                                                                                     | 1:31         |
| 26.                 | «Underworld»                                                    | Циммер, Junkie XL                                                                   | 5:49         |
| 27.                 | «Superman Rising, Pt. 1 / A Book of Hours»                      | Циммер, Junkie XL                                                                   | 2:40         |
| 28.                 | «Beyond Good and Evil»                                          |                                                                                     | 4:24         |
| 29.                 | «Monument Builder»                                              |                                                                                     | 2:29         |
| 30.                 | «Monument Destroyer»                                            |                                                                                     | 6:08         |
| 31.                 | «Urgrund»                                                       | Циммер, Junkie XL                                                                   | 1:49         |
| 32.                 | «So Begins the End»                                             |                                                                                     | 4:49         |
| 33.                 | «The House of Belonging»                                        | Циммер, Junkie XL                                                                   | 2:37         |
| 34.                 | «Earthling»                                                     | Циммер, Junkie XL                                                                   | 3:24         |
| 35.                 | «Flight Is Our Nature»                                          |                                                                                     | 1:54         |
| 36.                 | «Indivisible»                                                   |                                                                                     | 2:33         |
| 37.                 | «And the Lion-Earth Did Roar, Pt. 1»                            |                                                                                     | 5:22         |
| 38.                 | «And the Lion-Earth Did Roar, Pt. 2»                            |                                                                                     | 5:32         |
| 39.                 | «Superman Rising, Pt. 2 / Immovable»                            | Циммер, Junkie XL                                                                   | 1:55         |
| 40.                 | «At the Speed of Force»                                         |                                                                                     | 4:20         |
| 41.                 | «My Broken Boy»                                                 |                                                                                     | 2:16         |
| 42.                 | «That Terrible Strength»                                        |                                                                                     | 1:51         |
| 43.                 | «An Eternal Reoccurrence of Change»                             |                                                                                     | 1:45         |
| 44.                 | «We Slay Ourselves»                                             |                                                                                     | 5:52         |
| 45.                 | «Your Own House Turned to Ashes»                                | Бенджамин Уоллфиш, Циммер, Маццаро, Junkie XL                                       | 3:16         |
| 46.                 | «All of You Undisturbed Cities»                                 | Циммер, Уэрри, Муйк, Бадами, Junkie XL                                              | 6:15         |
| 47.                 | «The Art of Preserving Fire»                                    |                                                                                     | 1:27         |
| 48.                 | «The Crew at Warpower»                                          |                                                                                     | 6:49         |
| 49.                 | «The Foundation Theme» (из «Лиги справедливости Зака Снайдера») |                                                                                     | 2:08         |
| 50.                 | «Batman, a Duty to Fight / To See»                              |                                                                                     | 5:30         |
| 51.                 | «Batman, an Invocation to Heal / To Be Seen»                    |                                                                                     | 8:36         |
| 52.                 | «Wonder Woman, a Call to Stand / A World Awakened»              | Циммер, Уэрри, Муйк, Бадами, Маццаро, Junkie XL                                     | 5:10         |
| 53.                 | «Flash, the Space to Win / Our Legacy Is Now»                   |                                                                                     | 11:14        |
| 54.                 | «Hallelujah» (исполнитель Эллисон Кроу)                         | Леонард Коэн                                                                        | 6:11         |
| Общая длительность: | Общая длительность:                                             | Общая длительность:                                                                 | 234:09       |

## Реакция
Саундтрек получил в целом положительные отзывы. Натан Смит из Pitchfork отметил способность Холкенборга создавать отличительный саундтрек. Некоторые треки, такие как «At the Speed of Force», были признаны наиболее запоминающимися, а некоторые из них внесли свой вклад в соответствующие сцены в фильме. Поклонникам также понравились обновленные темы для нескольких персонажей, в том числе мотив «Ancient Lamentation», связанный с Чудо-женщиной и амазонками.